# Poláci ve Spojených státech amerických
Poláci ve Spojených státech amerických tvoří s necelými deseti miliony příslušníků zhruba tři procenta obyvatelstva. Podle údajů American Community Survey z roku 2015 jsou Poláci osmou největší etnickou skupinou v USA a ze slovanských národů jsou nejpočetnější. V USA také žije největší skupina Poláků mimo starou vlast.
První Poláci přijeli do Nového světa už s výpravou Waltera Raleigha roku 1585. V červnu 1619 vyhlásili polští řemeslníci v Jamestownu první stávku na americkém kontinentu, aby se domohli volebního práva. K hrdinům války za nezávislost patřili Casimir Pulaski a Tadeusz Kościuszko. Velká imigrační vlna nastala na přelomu devatenáctého a dvacátého století, kdy přicházeli do USA z ekonomických nebo politických důvodů Poláci i Židé z ruského, pruského i rakouského záboru – v letech 1899 až 1931 prošlo Ellis Islandem půldruhého milionu polských přistěhovalců. V roce 1944 byla založena hlavní krajanská organizace Kongres Polonii Amerykańskiej. Další imigrační vlny přišly v důsledku nacistické okupace a nástupu komunistů k moci. Hospodářská imigrace způsobená pádem železné opony se snížila po roce 2004, kdy mohou mladí Poláci chodit za prací do zemí Evropské unie.
Poláci se zdržují převážně ve velkých průmyslových aglomeracích severovýchodní části Spojených států. Jejich střediskem je Chicago (především oblast Archer Heights), které má po Varšavě druhou největší polskou populaci na světě. Státy s nejpočetnějším polským osídlením jsou New York, Illinois a Michigan. Relativně nejvíce jsou Poláci zastoupeni ve Wisconsinu, kde tvoří 9,3 % obyvatel.
Vzhledem k vysokému počtu smíšených rodin se počet obyvatel USA, kteří mají částečně polskou krev, odhaduje okolo dvaceti milionů. Při sčítání v roce 2000 z 8 977 444 osob, které se přihlásily k polské národnosti, uvedlo 667 414, že doma hovoří převážně polsky.
Významnými americkými osobnostmi s polskými kořeny jsou např. Helena Modjeska, Ignacy Jan Paderewski, Frank Gehry, Jan Lechoń, Frank Wilczek, Jan Karski, Theodore Kaczynski, Zbigniew Brzezinski, Roger Zelazny, Gore Verbinski, Christine Baranski, Jerzy Kosiński, Axl Rose, Maggie Q, Tara Lipinská, JoJo nebo Madeline Zima.
Poláci patří v USA k nejlépe integrovaným přistěhovaleckým komunitám, vyznačují se nadprůměrným vzděláním i příjmy. Vysoké je také procento manželství s příslušníky jiných etnik. (Současná generace však přichází hlavně za výdělkem a většinou nemá zájem zůstat v USA natrvalo.) Podle průzkumu, který vydal Piast Institute, se hlásilo v roce 2008 36,5 % Poláků k demokratům, 33,2 % k nezávislým a 26,1 % k republikánům. Většina Poláků je příslušníky římskokatolické církve, vytvořili i specifický styl sakrální architektury spojující evropské a zámořské vlivy. V americké kuchyni se také uplatnily pokrmy polského původu jako klobása nebo pirohy. V Chicagu vysílá televizní stanice v polštině Polvision a v roce 1935 tam bylo založeno Muzeum Poláků v Americe. Hymnou amerických Poláků je „Marsz Polonii“, významným svátkem je Den Pulaského, který se slaví 11. října.
Poláci jsou však také terčem nevraživosti některých Američanů, projevující se používáním etnofaulismu Polaks místo správného anglického Poles a mnoha specifickými „polskými vtipy“, které si utahují z jejich zabedněnosti a bigotnosti.

## Galerie

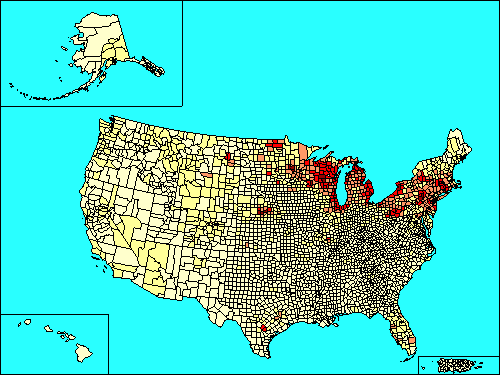
Mapa amerických okresů podle procentuálního zastoupení Poláků
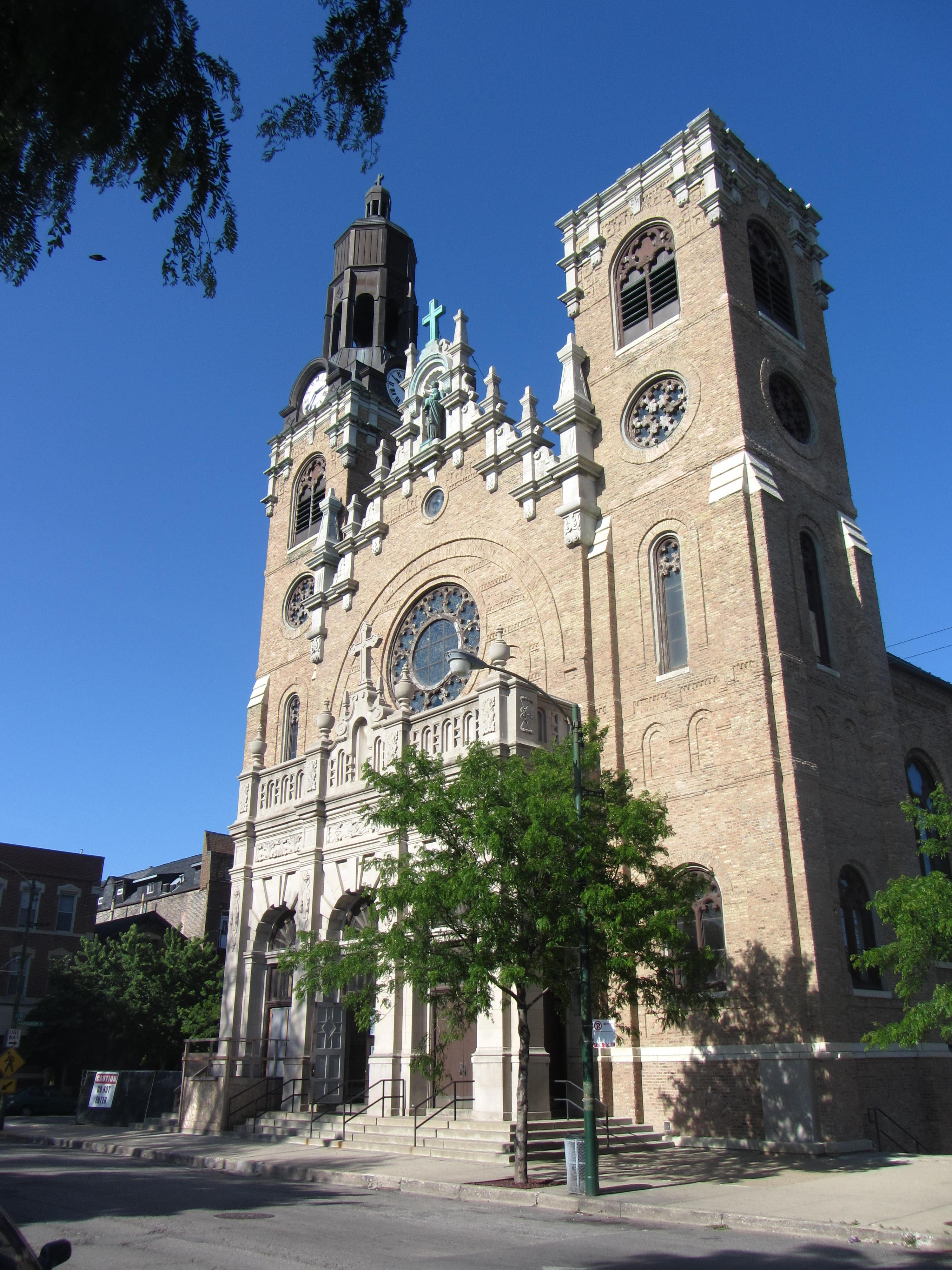
Kostel sv. Stanislava Kostky v Chicagu
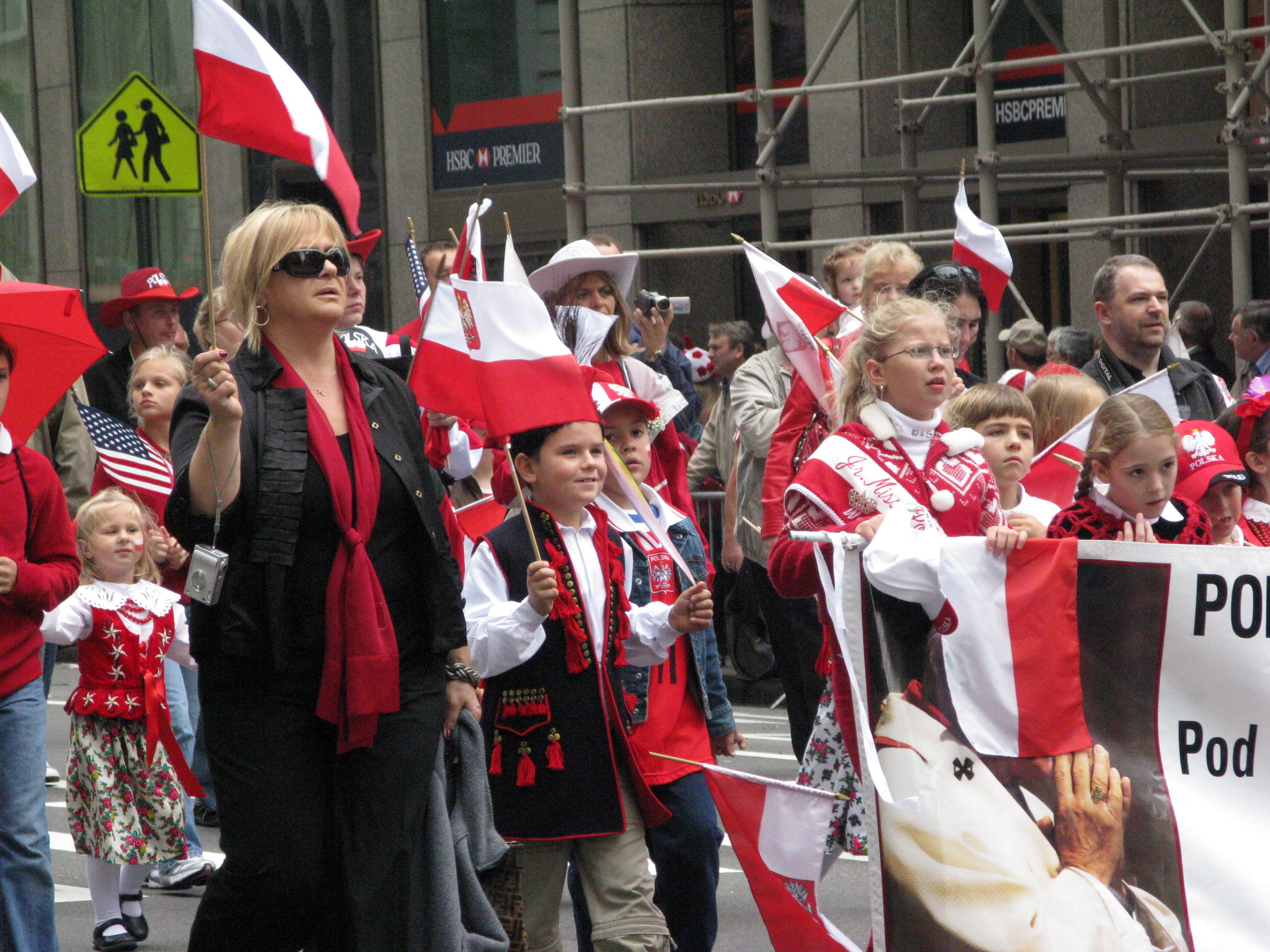
Průvod na Den Pulaského